# Законодательное регулирование выбора и организации применения респираторов
Законодательное регулирование выбора и организации применения респираторов - научно обоснованные требования законодательства в развитых странах, устанавливающие обязанности работодателя при использовании им средств индивидуальной защиты органов дыхания для профилактики острых отравлений и хронических профессиональных заболеваний у работников, подвергающихся воздействию воздушных загрязнений (токсичных газов, паров, аэрозолей; и фиброгенной пыли) и/или работающих в атмосфере с недостатком кислорода.
Несовершенство технологических процессов порой приводит к тому, что воздух загрязняется вредными для здоровья веществами. В таких случаях работодатель обязан использовать для защиты работников измерение технологии, и средства коллективной защиты (вентиляцию, дистанционное управление, автоматизацию производственных процессов и др.), защиту временем (для устранения или уменьшения воздействия вредных веществ на работников), проводить первоначальные и периодические медицинские осмотры (для профилактики направления на вредные виды работ людей с ослабленным здоровьем, и выявления ухудшения здоровья - если это всё же произойдёт - на ранних, начальных стадиях).
Если использование средств коллективной защиты не позволило снизить воздействие на работников до безопасной величины, последним средством сбережения их жизни и здоровья становится применение СИЗОД. Но специалисты по профессиональным заболеваниям в разных странах обнаружили, что использование противогазов и респираторов редко позволяет устранить профзаболеваемость. Во второй половине 20-го века в США и некоторых других странах был выявлен ряд серьёзных проблем, мешавших сохранению здоровья работников даже при правильном и своевременном использовании СИЗОД (проникание неотфильтрованного воздуха через зазоры между маской и лицом на рабочих местах могло быть на порядки больше ожидаемого, полученного при замерах в лабораторных условиях; проблемы с обеспечением своевременности замены противогазных фильтров; и другие). В результате в США попытались полностью запретить систематичное применение СИЗОД.
Так как СИЗОД являются самым последним средством защиты работников, то для улучшения эффекта от их применения в развитых странах разработаны научно обоснованные требования законодательства к их правильному выбору и правильному применению, такие, что их выполнение устраняет или снижает вероятность выбора недостаточно эффективных СИЗОД, запоздалой замены противогазных фильтров и др. Сложившаяся практика обеспечения работников СИЗОД в РФ, в некоторых отношениях, имеет отличаия от соответствующих требований законодательства к работодателю в развитых странах.

## История вопроса
После появления индивидуальных пробоотборных систем, которые позволили измерять загрязнённость воздуха в зоне дыхания рабочего непосредственно во время работы, в промышленно-развитых странах стали проводить измерения не только загрязнённости вдыхаемого воздуха, но и защитных свойств респираторов. Эти измерения показали, что в производственных условиях последние отличаются большим разнообразием, и очень сильно зависят не только от качества самого респиратора, но и от того, насколько правильно он выбран, как организовано его использование и как правильно его применяют (хорошо) обученные рабочие (см. Испытания респираторов в производственных условиях). Так как для (надёжного) сбережения здоровья рабочих бессмысленно заботиться только о качестве СИЗОД, оставляя без внимания другие факторы, сильно влияющие на эффективность его применения, то в развитых странах выбор и организация применения респираторов происходит в рамках комплексной программы респираторной защиты, и строго регулируется соответствующим законодательными актами. Эта программа влияет на все обстоятельства, которые могут снизить реальную степень защиты респиратора при его фактическом применении в производственных условиях.

## Развитие законодательства развитых стран
- Вероятно, самым первым законом, который регулировал применение респираторов в горной промышленности, был стандарт 1938 г.[A 1]. Он требовал не только проверять качество самих респираторов в лаборатории, но и указывал на важность соответствия маски респиратора лицу конкретного рабочего (по форме и по размеру) для предотвращения просачивания неотфильтрованного воздуха под маску через зазоры из-за неплотного прилегания.
- В стандарте[A 2] в 1959 г. регулировался выбор респиратора в зависимости от типа и химического состава загрязнений воздуха, а также их концентрации. Этот стандарт требовал, чтобы после надевания респиратора рабочий проверял правильность надевания (закрывал руками отверстие для входа воздуха, делал вдох и задерживал дыхание; или закрывал отверстие для выпуска воздуха, делал выдох и задерживал дыхание). Для дыхательных аппаратов, которые используются при более сильной загрязнённости воздуха, стандарт рекомендовал использовать более точные, качественные способы проверки соответствия маски респиратора лицу конкретного рабочего. Для этого используется реакция органов чувств рабочего на запах, вкус или раздражение, которое возникают при нахождении рабочего в одетом респираторе в специальной атмосфере. Для этого как контрольное вещество использовали изоамилацетат (запах бананов) и формальдегид (неприятный резкий запах). Стандарт учитывал предполагаемую продолжительность работы в респираторе и характер выполняемой работы.
- Стандарт 1969 г.[A 3] уже предполагал применение респираторов в рамках комплексной программы респираторной защиты — написанной. Для выбора подходящего респиратора использовались результаты измерения загрязнённости воздуха рабочей зоны, а сотрудники должны были проходить обучение и тренировку — чтобы они правильно использовали респираторы, и знали границы их допустимого применения. Респираторы подбирались для каждого рабочего индивидуально, и они должны были регулярно очищаться и дезинфицироваться. В этом стандарте появились требования по обеспечению хранения респираторов в надлежащих условиях, и по их регулярным проверкам и техобслуживанию при очистке. Работодатель был обязан следить за условиями работы (загрязнённостью воздуха рабочей зоны и т. д.), и проверять эффективность программы респираторной защиты. Работодатель обязывался использовать сертифицированные респираторы, и проводить медосмотр рабочих. Для полноценного выполнения программы респираторной защиты работодатель должен был назначить одного человека, который бы разработал, выполнял и проверял эффективность такой программы.
  - В стандарте 1969 г. уделялось больше внимания профилактике появления зазоров между маской респиратора и лицом рабочего. При обучении каждый рабочий должен был узнать, как надевать респиратор, как его регулировать, как проверять правильность надевания. Для обнаружения зазоров между маской и лицом использовался изоамилацетат и раздражающий дым (хлорид олова).
- В стандарте 1980г[A 4] проявились новые способы проверки соответствия маски респиратора лицу конкретного рабочего — количественные, которые описывались в специальной отдельной главе документа, см. статью Способы проверки изолирующих свойств респираторов.
  - На основании экспериментов, проводившихся на испытателях в Национальной лаборатории в Лос-Аламосе были определены значения Ожидаемых Коэффициентов Защиты респираторов разных типов (ОКЗ) — те величины, которые определяли границу допустимого применения исправного респиратора обученным рабочим после индивидуального подбора маски к его лицу (см. Ожидаемые коэффициенты защиты, ОКЗ). Стандарт содержал более подробные указания о том, как должно проходить обучение рабочих.
- В стандарте 1992 г.[A 5] проверку соответствия маски респиратора лицу конкретного рабочего требовалось проводить не только перед началом работы там, где требуется носка респиратора, но и после этого — каждые 12 месяцев. При проведении проверки (для подтверждения того, что выбранная маска соответствует лицу рабочего) требовалось, чтобы степень защиты респиратора была больше его ОКЗ в 10 раз (коэффициент безопасности). То есть, если рабочий использовал полнолицевую маску (ОКЗ=50), то при индивидуальном подборе конкретной модели и размера полнолицевой маски она при проверке (перед началом работы, а не на рабочем месте) должна была обеспечить снижение концентрации контрольного вещества не в 50, а в 500 раз.
- Во всех других развитых странах (Канаде[A 6], Австралии и Новой Зеландии[A 7], Англии[A 8][A 9], Франции[A 10], Германии[A 11], Австрии[A 12], ЕС[A 13], Японии[A 14], Китае[A 15], Индии[A 16], Сингапуре[A 17], Южно-Африканской Республике[A 18]), Польше[A 19], где используются респираторы, и где и работодатель, и изготовитель СИЗОД несут ответственность за повреждение здоровья рабочих, имеются аналогичные стандарты, содержащие обязательные для выполнения требования к правильному выбору и применению респираторов — что обеспечивает сохранение здоровья рабочих.

## Требования законодательства развитых стран
Для того, чтобы применение респираторов было наиболее безопасным для здоровья рабочих, в промышленно-развитых странах нормативные документы (пример) обязывают работодателя использовать СИЗОД в рамках полноценной эффективной написанной программы респираторной защиты. Программа должна охватывать следующие вопросы:
- Работодатель должен в письменной форме дать обязательства разработать и выполнить комплекс мероприятий, обеспечивающих правильный выбор и организацию правильного применения респираторов, чтобы обеспечить, что никакие обстоятельства, которые могут повлиять на эффективность используемых респираторов, не смогут сделать её ниже допустимой.
- Правильный выбор респираторов в соответствии с ожидаемыми условиями их применения, требованиями законодательства (и указаниями учебных пособий, например[W 1][W 2][W 3][W 4][W 5][W 6], разработанных специалистами по охране труда).

| Учебные материалы, разработанные на требованиях национального законодательства к работодателю | Учебные материалы, разработанные на требованиях национального законодательства к работодателю | Учебные материалы, разработанные на требованиях национального законодательства к работодателю | Учебные материалы, разработанные на требованиях национального законодательства к работодателю | Учебные материалы, разработанные на требованиях национального законодательства к работодателю | Учебные материалы, разработанные на требованиях национального законодательства к работодателю |
| Страна                                                                                        | язык                                                                                          | Год                                                                                           | Страниц                                                                                       | Разработчик                                                                                   | Учебник |
| --------------------------------------------------------------------------------------------- | --------------------------------------------------------------------------------------------- | --------------------------------------------------------------------------------------------- | --------------------------------------------------------------------------------------------- | --------------------------------------------------------------------------------------------- | --- |
| США                                                                                           | английский                                                                                    | 1987                                                                                          | 305                                                                                           | Институт охраны труда (NIOSH)                                                                 | (применение СИЗОД в промышленности Nancy J. Bollinger, Robert H. Schutz et al. NIOSH Guide to Industrial Respiratory Protection. — NIOSH. — Cincinnati, Ohio: National Institute for Occupational Safety and Health, 1987. — 305 p. — (DHHS (NIOSH) Publication No 87-116). Есть перевод (2014): PDF Wiki |
| США                                                                                           | английский                                                                                    | 2005                                                                                          | 32                                                                                            | Институт охраны труда (NIOSH)                                                                 | (выбор СИЗОД для применения в промышленности) Nancy Bollinger. NIOSH Respirator Selection Logic. — NIOSH. — Cincinnati, OH: National Institute for Occupational Safety and Health, 2004. — 32 p. — (DHHS (NIOSH) Publication No 2005-100). Есть перевод: Руководство по выбору респираторов PDF Wiki |
| США                                                                                           | английский                                                                                    | 1999                                                                                          | 120                                                                                           | Институт охраны труда (NIOSH)                                                                 | (применение в медучреждениях для защиты от туберкулёза) Linda Rosenstock et al. TB Respiratory Protection Program In Health Care Facilities - Administrator's Guide. — Cincinnati, Ohio: National Institute for Occupational Safety and Health, 1999. — 120 с. — (DHHS (NIOSH) Publication No. 99-143). Есть перевод: Руководство по применению респираторов в медучреждениях для профилактики туберкулёза PDF Wiki |
| США                                                                                           | английский                                                                                    | 2017                                                                                          | 48                                                                                            | Pesticide Educational Resources Collaborative (PERC)                                          | (защита с/х рабочих) Kathleen Kincade, Garnet Cooke, Kaci Buhl et al. Respiratory Protection Guide. Requirements for Employers of Pesticide Handlers. / Janet Fults ed. — Worker Protection Standard (WPS). — California (США): Pesticide Educational Resources Collaborative (PERC), 2017. — 48 p. PDF |
| США                                                                                           | английский и испанский                                                                        | -                                                                                             | -                                                                                             | Управление по охране труда (OSHA)                                                             | (учебные материалы по выбору и применению СИЗОД, онлайн) Occupational Safety and Health Administration. Respiratory Protection eTool (Proteccion respiratoria eTool) (англ.). www.osha.gov (1998). Дата обращения: 8 июня 2018. |
| США                                                                                           | английский                                                                                    | 2011                                                                                          | 124                                                                                           | Управление по охране труда (OSHA)                                                             | (применение СИЗОД в маленьких фирмах) Hilda L. Solis et al. Small Entity Compliance Guide for the Respiratory Protection Standard. — Occupational Safety and Health Administration. — Washington, DC (США): U.S. Department of Labor, 2011. — 124 p. — (OSHA 3384-09). (недоступная ссылка) PDF Wiki |
| США                                                                                           | английский                                                                                    | 2015                                                                                          | 96                                                                                            | Управление по охране труда (OSHA)                                                             | (применение СИЗОД в медучреждениях) OSHA et al. Hospital Respiratory Protection Program Toolkit. — Occupational Safety and Health Administration www.osha.gov. — Washington, DC (США): U.S. Department of Labor, 2015. — 96 p. — (OSHA 3767. Resources for Respirator Program Administrators). PDF |
| США                                                                                           | английский                                                                                    | 2012                                                                                          | 54                                                                                            | Управление по охране труда (OSHA), отделение в Северной Каролине                              | (выбор и применение СИЗОД) J. Edgar Geddie. A Guide to Respiratory Protection : [англ.]. — 2 ed. — Raleigh, North Carolina (USA) : Occupational Safety and Health Division, N.C. Department of Labor, 2012. — 54 p. — (Industry Guide 44). |
| США                                                                                           | английский                                                                                    | 2014                                                                                          | 44                                                                                            | Управление по охране труда (OSHA), отделение в Орегоне                                        | (выбор и применение СИЗОД в маленьких фирмах) Patricia Young, Phillip Fehrenbacher & Mark Peterson. Breathe Right! Oregon OSHA’s guide to developing a respiratory protection program for small-business owners and managers. — Oregon OSHA Standards and Technical Resources Section. — Salem, Oregon (США): Oregon Occupational Safety and Health (osha.oregon.gov), 2014. — 44 p. — (Publications: Guides 440-3330). PDF Wiki |
| США                                                                                           | английский                                                                                    | 2016                                                                                          | 32                                                                                            | Управление по охране труда (OSHA), отделение в Орегоне                                        | (выбор и применение СИЗОД в сельском хозяйстве) Patricia Young & Mark Peterson. Air you breathe: Oregon OSHA's respiratory protection guide for agricultural employers. — Oregon OSHA Standards and Technical Resources Section. — Salem, Oregon (США): Oregon Occupational Safety and Health (osha.oregon.gov), 2016. — 32 p. — (Publications: Guides 440-3654). PDF |
| США                                                                                           | английский                                                                                    | 2014                                                                                          | 38                                                                                            | Управление по охране труда (OSHA), отделение в Орегоне                                        | (применение СИЗОД в промышленности) Oregon OSHA. Section VIII / Chapter 2: Respiratory Protection / Oregon OSHA Technical Manual. — Salem, Oregon (США): Oregon OSHA, 2014. — 38 p. — (Rules). PDF Wiki |
| США                                                                                           | английский                                                                                    | 2017                                                                                          | 51                                                                                            | Управление по охране труда (OSHA), отделение в Калифорнии                                     | (выбор и применение СИЗОД в маленьких фирмах) Cal/OSHA Consultation Service, Research and Education Unit, Division of Occupational Safety and Health, California Department of Industrial Relations. Respiratory Protection in the Workplace. A Practical Guide for Small-Business Employers. — 3 ed. — Santa Ana, California (США): California Department of Industrial Relations, 2017. — 51 p. PDF |
| США                                                                                           | английский                                                                                    | 2001                                                                                          | 166                                                                                           | Комиссия по защите населения от радиоактивных материалов (NRC, США)                           | (применение СИЗОД для защиты от радиоактивных материалов) K. Paul Steinmeyer et al. Manual of Respiratory Protection Against Airborne Radioactive Material. — Office of Nuclear Reactor Regulation. — Washington, DC (США): U.S. Nuclear Regulatory Commission, 2001. — 166 p. — (NUREG/CR-0041, Revision 1). PDF Wiki |
| США                                                                                           | английский                                                                                    | 1986                                                                                          | 173                                                                                           | Институт охраны труда (NIOSH) и Агентство по охране окружающей среды (EPA)                    | (применение СИЗОД для защиты от асбеста) Gary P. Noonan, Herbert L. Linn , Laurence D. Reed et al. A guide to respiratory protection for the asbestos abatement industry / Susan V. Vogt. — Washington, DC (США): Environmental Protection Agency (EPA), 1986. — 173 p. — (NIOSH IA 85-06; EPA DW 75932235-01-1). Wiki |
| США                                                                                           | английский                                                                                    | 2018                                                                                          | 33                                                                                            | Страховая компания SAIF (Орегон)                                                              | (выбор и применение СИЗОД) SAIF. Respiratory Protection Guidelines (англ.). — Oregon, 2018. — 33 p. — (Safety and Health, SS-833). PDF |
| Канада                                                                                        | французский                                                                                   | 2013, 2002                                                                                    | 60                                                                                            | Институт исследований и безопасности (IRSST)                                                  | (выбор и применение СИЗОД) Jaime Lara, Mireille Vennes. Guide pratique de protection respiratoire. — Commission de la sante et de la securite du travail du Quebec. — Montreal, Quebec (Canada): Institut de recherche Robert-Sauve en sante et en securite du travail (IRSST), 2002. — 56 p. — (Projet de recherche: 0098-0660). — ISBN 2-550-37465-7.; 2 издание Jaime Lara, Mireille Vennes. Guide pratique de protection respiratoire / Commission de la sante et de la securite du travail du Quebec. — 2 ed. — Montreal, Quebec (Canada): Institut de recherche Robert-Sauve en sante et en securite du travail, 2013-08-26. — 60 p. — (DC 200-1635 2CORR). — ISBN 2-550-40403-3. (на французском), онлайн-версия: Appareils de protection respiratoire (фр.). www.cnesst.gouv.qc.ca. Quebec (Quebec, Canada): Commission des normes, de l'equite, de la sante et de la securite du travail (2016). Дата обращения: 7 июня 2018. |
| Канада                                                                                        | английский                                                                                    | 2015                                                                                          | -                                                                                             | Институт исследований и безопасности (IRSST)                                                  | (учебные материалы по защите от биоаэрозолей, онлайн) Рекомендации по защите от биоаэрозолей: Jacques Lavoie, Maximilien Debia, Eve Neesham-Grenon, Genevieve Marchand, Yves Cloutier. A support tool for choosing respiratory protection against bioaerosols (англ.). www.irsst.qc.ca. Montreal, Quebec (Canada): Publication no.: UT-024; Research Project: 0099-9230 (22 мая 2015). Дата обращения: 7 июня 2018. |
| Канада                                                                                        | французский                                                                                   | 2015                                                                                          | -                                                                                             | Институт исследований и безопасности (IRSST)                                                  | (учебные материалы по защите от биоаэрозолей, онлайн) Jacques Lavoie, Maximilien Debia, Eve Neesham-Grenon, Genevieve Marchand, Yves Cloutier. Un outil d’aide a la prise de decision pour choisir une protection respiratoire contre les bioaerosols (фр.). www.irsst.qc.ca. Montreal, Quebec (Canada): N° de publication : UT-024; Projet de recherche: 0099-9230 (22 мая 2015). Дата обращения: 7 июня 2018. |
| Франция                                                                                       | французский                                                                                   | 2017                                                                                          | 68                                                                                            | Национальный институт исследований и безопасности (INRS)                                      | Les appareils de protection respiratoire (выбор и применение СИЗОД) M. Gumon. Les appareils de protection respiratoire. Choix et utilisation.. — 2 ed. — Paris: Institut National de Recherche et de Securite (INRS) www.inrs.fr, 2017. — 68 p. — (ED 6106). — ISBN 978-2-7389-2303-5. |
| ФРГ                                                                                           | немецкий                                                                                      | 2011                                                                                          | 174                                                                                           | Обществом по страхованию от несчастных случаев (DGUV)                                         | (выбор и применение СИЗОД) BGR/GUV-R 190. Benutzung von Atemschutzgerдten. — Deutsche Gesetzliche Unfallversicherung e.V. (DGUV). — Berlin: Deutsche Gesetzliche Unfallversicherung e.V. (DGUV), Medienproduktion, 2011. — 174 с. PDF |
| Великобритания                                                                                | английский                                                                                    | 2013                                                                                          | 59                                                                                            | Управление по охране труда Великобритании (HSE)                                               | (выбор и применение СИЗОД) The Health and Safety Executive. Respiratory protective equipment at work. A practical guide. — 4 edition. — Crown, 2013. — 59 p. — (HSG53). — ISBN 978-0-71766-454-2. |
| Великобритания                                                                                | английский                                                                                    | 2016                                                                                          | 29                                                                                            | Подразделением по радиологической защите в атомной промышленности Великобритании (IRPCG)      | (применение СИЗОД в атомной промышленности) The UK Nuclear Industry Radiological Protection Coordination Group (IRPCG). Respiratory Protective Equipment.. — Nuclear Industry Safety Directors’ Forum (SDF). — London, 2016. — 29 p. — (Good Practice Guide). |
| Ирландия                                                                                      | английский                                                                                    | 2010                                                                                          | 19                                                                                            | Управление по охране труда (HSA)                                                              | (применение СИЗОД) The Health and Safety Authority. A Guide to Respiratory Protective Equipment. — Dublin: www.hsa.ie/eng/, 2010. — 19 p. — (HSA0362). — ISBN 978-1-84496-144-3. PDF |
| Новая Зеландия                                                                                | английский                                                                                    | 1999                                                                                          | 51                                                                                            | Управление по охране труда (OSHS)                                                             | (выбор и применение СИЗОД) Occupational Safety and Health Service. A guide to respiratory protection. — 8 ed. — Wellington (Новая Зеландия): NZ Department of Labour, 1999. — 51 p. — ISBN 0-477-03625-2. Архивировано 12 июня 2018 года. PDF Архивная копия от 29 января 2018 на Wayback Machine |
| Чили                                                                                          | испанский                                                                                     | 2009                                                                                          | 40                                                                                            | Институт здравоохранения (ISPCH)                                                              | (выбор и применение СИЗОД) Christián Albornoz, Hugo Cataldo (Departamento de salud occupational, Instituto de Salud Pública de Chile) et al. Guía para la selección y control de protección respiratoria. — Santiago (Чили): Instituto de Salud Pública de Chile, 2009. — 40 p. — (Guía técnica). Архивировано 22 августа 2019 года. PDF |
| Испания                                                                                       | испанский                                                                                     | -                                                                                             | 16                                                                                            | Институт охраны труда (INSHT)                                                                 | (выбор и применение СИЗОД) Instituto Nacional de Seguridad, Salud y Bienestar en el Trabajo (INSSBT). Guía orientativa para la selección y utilizacion de protectores respiratorios. — Madrid: Instituto Nacional de Seguridad, Salud y Bienestar en el Trabajo. — 16 p. — (Documentos técnicos INSHT). Архивировано 24 апреля 2019 года. PDF Архивная копия от 22 декабря 2018 на Wayback Machine |
| Италия                                                                                        | итальянский                                                                                   | -                                                                                             | 64                                                                                            | Компания "Sabbatini Consulting"                                                               | (выбор и применение СИЗОД) Sabbatini Consulting di Sabbatini Roberto. Guida alla scelta e all'uso degli apparecchi di protezione delle vie respiratorie. — Sabbatini Consulting di Sabbatini Roberto. — Jesi, Ancona (Италия). — 64 с. PDF |
| Нидерланды                                                                                    | нидерландский                                                                                 | 2001                                                                                          | 88                                                                                            | Нидерландская ассоциация гигиены труда; Рабочая группа по защите органов дыхания              | (выбор и применение СИЗОД) S.J. Veenstra, D. Brouwer, J.M.H. Hendrix, R. Kerkhoff, J.C.R. Leeuw, J. Liemburg, M.E.G.L. Lumens, A.P. Remijn. Selectie en Gebruik van Ademhalingsbeschermingsmiddelen. — Eindhoven (Нидерланды): Nederlandse Vereniging voor Arbeidshygiëne www.arbeidshygiene.nl. — 88 p. — ISBN 90-804205-5-7. |

Эти требования и учебники учитывают значительно меньшую эффективность СИЗОД в производственных условиях по сравнению с условиями испытаний в лаборатории, при сертификации.
- Проведение медицинского обследования рабочих, которым предстоит использовать респираторы (или которые уже используют их) с учётом характера выполняемой работы, условий её выполнения и типа применяемого респиратора.
- При использовании респираторов, лицевая часть которых плотно прилегает к лицу (например — полумаска и полнолицевая маска), работодатель обязан обеспечить соответствие маски респиратора лицу конкретного рабочего по форме и по размеру, а также её удобность. Для этого он должен предоставить возможность рабочему самостоятельно выбрать наиболее подходящую маску из нескольких предложенных, и затем прибором проверить то, насколько правилен сделанный выбор (см. Способы проверки изолирующих свойств респираторов). Для этого имеется различное оборудование, позволяющее обнаруживать зазоры между маской и лицом, через которые в органы дыхания может попасть не отфильтрованный воздух.
- Работодатель обязан разработать такой технологический процесс, который позволяет использовать респираторы правильно (например, при повышенной температуре — снизить её, организовать перерывы в работе и т. д.).
- Работодатель должен обеспечить своевременное и качественное техобслуживание респираторов — замену фильтров, ремонт, проверку и т. д. При использовании противогазных фильтров работодатель (в США) обязан обеспечить их своевременную замену, для чего он может использовать расписание[4], составленное на основании достоверной информации о сроке их службы (времени защитного действия), или показания индикаторов окончания срока службы (ESLI)[5], а не делать это при появлении вредного запаха под маской. Причины таких требований более подробно описаны в Способы замены противогазных фильтров респираторов.
- При применении автономных дыхательных аппаратов, в которых используется сжатый воздух, качество последнего должно соответствовать требованиям к воздуху, пригодному для дыхания. Для шланговых СИЗОД с подачей сжатого воздуха есть аналогичные требования.
- Работодатель должен обеспечить обучение и тренировки рабочих — до начала работы и потом (периодически), причём законодательство устанавливает достаточно конкретные требования к такому обучению (см. стр. 224[W 1]).
- Работодатель должен периодически проверять то, насколько эффективна разработанная программа респираторной защиты, и насколько правильно она выполняется и, при необходимости, улучшать её - с учётом выявленных недостатков.
- Все решения, которые приняты работодателем и которые определяют выполнение программы респираторной защиты, должны записываться, а записи — сохраняться. Это позволяет определить причину повреждения здоровья рабочего (если такое произойдёт), и найти виновных.
- и другие требования.

Кроме того, такие нормативные документы могут содержать конкретные указания по выполнению этих требований.
Наличие научно-обоснованных и продуманных, чётко и однозначно сформулированных требований законодательства позволяет эффективно контролировать выполнение этих требований. Например, в США Управление по охране труда (OSHA), разработавшее требования к выбору и применению респираторов, также разработало инструкцию для проверки выполнения этих же требований, которая используется инспекторами OSHA при проверках предприятий и организаций. В этом документе приводится список того, что должен проверить инспектор, конкретные указания — как это проверять, и рекомендации по оформлению повесток в суд для каждого возможного нарушения. Например, при проверке выполнения требований по респираторной защите медицинского персонала госпиталей от туберкулёза и других вредных респираторных воздействий инспектора OSHA в 1991-1995 гг. провели более 3 тысяч проверок, и в 237 случаях выявили нарушения. Средняя сумма штрафа превысила 2 тысячи долларов.

## Регулирование применения респираторов в СССР и в РФ
- В СССР и в РФ Трудовой кодекс требует устанавливать порядок обеспечения работников средствами индивидуальной защиты (в том числе — органов дыхания) за счёт работодателя.[6]:ст. 210 Работодатель обязан обеспечить применение средств индивидуальной защиты, прошедших оценку соответствия в соответствии с законодательством о техническом регулировании.[6]:ст. 212 Cуществуют различные «Типовые отраслевые нормы бесплатной выдачи специальной одежды, специальной обуви и других средств индивидуальной защиты работникам, занятым на работах с вредными и (или) опасными условиями труда, а также на работах, выполняемых в особых температурных условиях или связанных с загрязнением». На основе этих документов разрабатывались многочисленные «Инструкции по охране труда для …», в которых указывалось, рабочих каких специальностей должны выдаваться СИЗОД, и как часто это должно происходить. Но во всех вышеперечисленных документах, обязательных для выполнения работодателем, как организовывать их применение. Также в этих документах не давались ссылки на другие документы, содержащие такую информацию.
- Ни в СССР, ни в РФ не было никаких (общегосударственных) нормативных документов, обязательных для выполнения, которые бы чётко и однозначно устанавливали ограничения области допустимого применения респираторов разных типов, и устанавливали требования к их выбору и к организации их правильного и безопасного применения. Выпускались различные рекомендации специалистов[S 1][S 2][S 3][S 4][S 5][S 6][S 7][S 8][S 9][S 10][S 11][S 12][S 13][S 14][S 15][S 16][S 17][S 18][S 19][S 20][S 21][S 22][S 23][S 24][S 25][S 26][S 27][S 28][S 29][S 30][S 31][S 32][S 33][S 34][S 35][S 36][S 37][S 38][S 39][S 40][S 41][S 42], которые не могли заполнить промежуток между требованиями законодательства об обязательной выдаче респиратора рабочему (который работает в загрязнённой атмосфере) и конкретным выбором и организацией применения респираторов, поскольку в них не всегда конкретно указывались области допустимого применения респираторов разных конструкций при разной загрязнённости воздуха, и поскольку эти рекомендации не были обязательными для выполнения (или носили локальный характер). Кроме того, как показано ниже, в этих рекомендациях систематично и значительно завышались защитные свойства СИЗОД. Администрация некоторых отдельных предприятий, сталкиваясь с таким ненормальным положением, была вынуждена самостоятельно разрабатывать соответствующие внутризаводские инструкции и документы[S 6][S 7] — но они использовались только на этих отдельных предприятиях.
- Чтобы ответить на вопросы, которые возникали при выборе респиратора для работы в условиях с известной загрязнённостью воздуха, было выпущено большое количество справочной литературы. В таблице 1 приводится часть этих рекомендаций и их источник. Видно, что из-за отсутствия законодательного регулирования выбора респираторов разные специалисты по-разному ограничивают область допустимого применения одних и тех же респираторов-полумасок, изготавливаемых и используемых уже несколько десятилетий. У некоторых моделей полумасок различие между рекомендуемыми границами области допустимого применения (максимальным и минимальным) достигает 100 раз и более. В подавляющем большинстве случаев максимальная загрязнённость воздуха, при которой авторы считают возможным применение респираторов-полумасок, во много раз превышает аналогичное ограничения, принятые в развитых странах (например, у полумасок в США — до 10 ПДК). При этом в большинстве случаев авторы дают рекомендации (таблицы 1, 2, 3 и Рисунок 1), но не объясняют, на чём эти рекомендации основываются.

Таблица 1. Рекомендации советских и российских специалистов (полумаски), ограничивающие область допустимого применения распространённых однотипных респираторов-полумасок в зависимости от загрязнённости воздуха (выраженной в ПДК [числа без единиц измерения], или в мг/м3. Если в источнике для одной модели респиратора указаны разные ограничения при воздействии Крупнодисперсной
и Мелкодисперсной пыли, то указаны оба ограничения с пометками К и M соответственно). Все рекомендации сделаны для одних и тех же моделей респираторов-полумасок (в одном столбце), но в разные годы разными авторами.
| Год  | Лепесток-200 | Лепесток-40 | Кама-200   | Кама-40   | Астра-2   | Ф-62Ш           | У-2К             | ПРШ-741          | РУ-60М | РПГ-67 |
| ---- | ------------ | ----------- | ---------- | --------- | --------- | --------------- | ---------------- | ---------------- | ------ | ------ |
| 1957 | 1000         |             |            |           |           |                 |                  |                  |        |        |
| 1962 | 1000         |             |            |           |           |                 |                  |                  |        |        |
| 1966 | 1000         |             |            |           | 500       | 1000            | 1000             |                  | 500    |        |
| 1966 |              |             |            |           |           | 1000            | 1000             |                  |        |        |
| 1967 | 200          | 40М, 200К   |            |           | 100       |                 |                  |                  |        |        |
| 1973 | 200          | 40          |            |           | 200       | 100             | 25               |                  | 10-15  | 10-15  |
| 1974 |              |             |            |           | 200       | 250-400         | 20-100           |                  | 10-15  | 5-15   |
| 1976 | 200          | 40М, 200К   |            |           | 200       | 250-400         | 20-100           |                  | 10-15  | 5-15   |
| 1976 |              |             |            |           |           | более 200 мг/м3 | 200 мг/м3        |                  | 10-15  | 10-15  |
| 1977 | 200          | 40          |            |           |           |                 |                  |                  | 15     |        |
| 1979 | 200          | 40М, 200К   |            |           | 100       | 200 мг/м3       | 200 мг/м3        |                  | 15     | 10-15  |
| 1979 | 400          | 200         |            |           | 250       |                 |                  |                  |        |        |
| 1981 | 200          | 40          |            |           | 200       | 100             | 25               |                  | 10     | 10     |
| 1982 |              |             | 100М, 200К | 10М, 200К | 50-400    | 20-100          | 25               |                  | 15     | 10-15  |
| 1982 | 200          | 40          |            |           | >40       | >40             | 25               | 400 мг/м3        | 10-15  | 15     |
| 1982 | 200          | 100         | 100        | 400 мг/м3 | 200       |                 | 50 мг/м3         | 200              | 10     | 10     |
| 1982 | 2500         | 2500        | -          | -         | 1250      | 2000            | 1428             | 1428             |        |        |
| 1984 | 200          | 40М, 200К   | 200        |           |           |                 |                  |                  |        |        |
| 1985 | †            | †, 200К     | †          | †, 200К   |           |                 | †                |                  |        |        |
| 1987 | 200          | 100         | 100        | 10        | 200       | 100             |                  | >100К            | 10     | 10     |
| 1989 | 200          | 40          | 100        |           | >100      | >100            | 10               | 100              | 10-15  | 10-15  |
| 1989 |              |             |            |           | 100       |                 | 200 мг/м3        |                  | 10-15  | 10-15  |
| 1997 | 100 мг/м3    | 100 мг/м3   | 100 мг/м3  |           | 400 мг/м3 | 400 мг/м3       | 50 мг/м3         | 1000 мг/м3       | 10     | 10     |
| 1999 | 200          | 40М, 200К   | 100        | 10        | >100      | 100             | 100М, 50К мг/м3  | 100М, 400К мг/м3 | 10     | 10     |
| 2005 |              |             | 100М, 200К |           |           | 400 мг/м3       | 200 мг/м3        |                  | 10-15  | 10-15  |
| 2005 | 200          | 100         | 100        | 10        | 200       | 100             | 200 мг/м3        | 100К             | 10     | 10     |
| 2007 | 10           |             | 12.5       |           |           |                 |                  | 5                |        | 50     |
| 2009 | 50           |             | 50         |           | 100       | 100             | 50               |                  |        |        |
| 2011 | 200          | 40          | 5          | 200К      | -         | -               | 1000К <500 мг/м3 | 100 мг/м3        | 10-15  | 10-15  |

† — При максимально разовой концентрации токсичных аэрозолей не более 30-100 ПДК рекомендуется использовать противоаэрозольные фильтрующие респираторы.
Видно, что рекомендации разных авторов в отношении одинаковых типов полумасок не согласуются даже друг с другом, и не согласуются с научно обоснованными рекомендациями американских специалистов (до 10 ПДК).
Таблица 2. Рекомендации советских и российских специалистов (полумаски), ограничивающие область допустимого применения распространённых однотипных респираторов-полумасок 1, 2 и 3 классов, соответствующих новым государственным стандартам в зависимости от загрязнённости воздуха (выраженной в ПДК). Все рекомендации сделаны для одних и тех же моделей респираторов-полумасок (в одном столбце), но в разные годы разными авторами.
| Дата публикации, источник | Класс респиратора (фильтра) | Класс респиратора (фильтра) | Класс респиратора (фильтра) |
| ------------------------- | --------------------------- | --------------------------- | --------------------------- |
| Дата публикации, источник | FFP1 (P1)                   | FFP2 (P2)                   | FFP3 (P3)                   |
| 1998                      | 2.5                         | 25                          | 50                          |
| 2002                      | 2.5                         | 25                          | 50                          |
| 2002                      | 4-10                        | 10-40                       | >40                         |
| 2005                      | 4                           | 12                          | 50                          |
| 2005                      | 5                           | 11                          | 25                          |
| 2006                      |                             |                             | 50                          |
| 2008                      | 4                           | 12                          | 50                          |
| 2009                      | 4                           | 12                          | 50                          |
| 2010                      | 4                           | 12                          | 50                          |
| 2012-14                   |                             |                             | > 5 000                     |

Видно, что рекомендации разных авторов в отношении одинаковых типов полумасок не согласуются даже друг с другом, и не согласуются с рекомендациями американских специалистов (до 10 ПДК).
Маркировка фильтрующих респираторов приводится в Фильтры респираторов).
Таблица 3. Рекомендации советских и российских специалистов (полнолицевые маски), ограничивающие область допустимого применения распространённых однотипных респираторов — полнолицевых масок разных конструкций, соответствующих старым и новым государственным стандартам в зависимости от загрязнённости воздуха (выраженной в ПДК). Все рекомендации сделаны для одних и тех же конструкций респираторов (в одном столбце), но в разные годы разными авторами.
| Дата публикации, источник | Полнолицевая маска       | Полнолицевая маска                  | Полнолицевая маска                                                                |
| ------------------------- | ------------------------ | ----------------------------------- | --------------------------------------------------------------------------------- |
| Дата публикации, источник | ШМП                      | ППМ-88                              | Маска соответствует ГОСТ                                                          |
| 1973                      | Зависит от фильтра       |                                     |                                                                                   |
| 1974                      | Зависит от фильтра       |                                     |                                                                                   |
| 1976                      | †                        |                                     |                                                                                   |
| 1982                      | Зависит от фильтра, >100 |                                     |                                                                                   |
| 1982                      | >100                     |                                     |                                                                                   |
| 1982                      | >100                     |                                     |                                                                                   |
| 1987                      | >100                     |                                     |                                                                                   |
| 1989                      | >100                     |                                     |                                                                                   |
| 1989                      | †                        |                                     |                                                                                   |
| 1998                      | 2 000                    | 2 000                               |                                                                                   |
| 1999                      | ~ Более 100              | ~ Более 100                         | у 3М"6000" — более 100                                                            |
| 2002                      | -                        | -                                   | Более 100                                                                         |
| 2005                      | †                        | более 100 — до 2000††               | более 100 — до 2000††                                                             |
| 2006                      |                          | 1000 (по аэрозолю) и 2000 (по газу) | 1000 (по аэрозолю) и 2000 (по газу)                                               |
| 2007                      | До 100 000               | До 1000                             | -                                                                                 |
| 2009                      | -                        | -                                   | 1000                                                                              |
| 2009                      |                          | 1000 (по аэрозолю) и 2000 (по газу) | 1000 (по аэрозолю) и 2000 (по газу)                                               |
| 2010                      | -                        | -                                   | фильтр P3 — до 200                                                                |
| 2012-14                   | -                        | -                                   | свыше 100 000 («ARTIRUS», «ARTIRUS-M» и «ARTIRUS-1») и свыше 1 000 000 (МПГ-ИЗОД) |

† — рекомендуется использовать при загрязнённости воздуха до 0,5 % по объёму без учёта ПДКрз.
†† — стр. 225 табл. 8.7: «Коэффициент подсоса под маску, %, не более 0.05» 
Видно, что рекомендации разных авторов в отношении одинаковых типов полнолицевых масок не согласуются друг с другом, и не согласуются с рекомендациями американских специалистов (до 50 ПДК).
Во всех случаях значения, приведённые в Таблице 3, превышают научно-обоснованные ограничения области допустимого применения полнолицевых масок с высокоэффективными фильтрами в США (до 50 ПДК) и Великобритании (до 40 ПДК), и они значительно больше минимальных значений коэффициентов защиты, измеренных во время работы в производственных условиях (11, 17 ..). А значения, приведённые в Таблицах 1, 2 и на Рисунке 1, превышают научно-обоснованные ограничения области допустимого применения полумасок с высокоэффективными фильтрами в США (до 10 ПДК), и значительно превышают минимальные измеренные коэффициенты защиты полумасок как в США (КЗ = 2,2 …), так и в СССР (КЗ = 2,5 …).
Таким образом, выполнение рекомендаций советских и российских авторов могло привести и нередко приводило к выбору заведомо недостаточно эффективных СИЗОД, не способных надёжно защитить здоровье рабочих по самой своей конструкции — даже при правильном и своевременном применении и исправном состоянии. Эти же проблемы — по традиции — сохранились в странах СНГ.

### Выбор и применение СИЗОД в РФ (концепция ОАО «Корпорация Росхимзащита»)
В 2012 г. «Корпорация Росхимзащита» на основе стандарта Европейского Союза EN 529 разработала ГОСТ. Документ предназначен для применения как руководства при разработке программ респираторной защиты на предприятии. Однако этот ГОСТ содержит ряд отличий от того стандарта ЕС, который был взят за основу для его разработки. Ниже он сравнивается с DIN EN 529:
 — В отличие от DIN, ГОСТ не устанавливает никаких конкретных ограничений области допустимого применения респираторов всех конструкций — за исключением того, что запрещает использовать фильтрующие СИЗОД при недостатке кислорода, при объёмной концентрации газообразных загрязнений свыше 1 % и при загрязнённости воздуха, мгновенно-опасной для жизни. Однако в документе нет никаких конкретных указаний, позволяющих определить, когда концентрация какого-то вредного вещества или их смеси становится мгновенно опасна (то есть — воздействие которой при неисправном СИЗОД способно привести к летальному исходу или к необратимому ухудшению здоровья). Ссылки на другие документы, содержащие такую информацию (на русском или другом языке) — также отсутствуют. Это не позволяет использовать документ для выбора достаточно эффективных респираторов для применения в условиях известной загрязнённости воздуха.
 — В приложении Г рекомендуется определять коэффициенты защиты, используя значения проникания вредных веществ через фильтр и просачивания через зазоры между маской и лицом, для чего следует обратиться к ГОСТам РФ, содержащим требования к лицевым частям при их сертификации в лабораторных условиях. А эти требования к лабораторным испытаниям, как показали измерения защитных свойств в производственных условиях, не соответствуют реальной эффективности на практике, и не предназначены для установления области допустимого применения СИЗОД.. Это прямо противоречит соответствующему разделу DIN EN (приложение С), где однозначно запрещено использование лабораторных КЗ для ограничения области применения. В том же приложении DIN также даны эти ограничения, и показано их значительное отличие от лабораторных («номинальных») КЗ.
 — В отличие от DIN EN, ГОСТ не даёт никаких сведений о том, как своевременно заменять противогазные фильтры (за исключением указаний на блок-схеме — использовать реакцию рабочего на попадание газа в подмасочное пространство). DIN EN однозначно определяет субъективную реакцию органов чувств как ненадёжный индикатор окончания срока службы, и рекомендует собрать всю доступную информацию о химическом составе и концентрации загрязнений, температуре и влажности воздуха, потреблении воздуха рабочим — после чего обратиться к изготовителю для получения сведений о конкретном сроке службы фильтра в таких условиях. Более строгое законодательство США уже с 1996г запретило использовать субъективную реакцию рабочего, и требует заменять фильтры или по расписанию, или по показаниям индикатора срока службы. Кроме того, ГОСТ не содержит никаких сведений о том, какие вредные вещества можно обнаружить «органолептически», а какие — нельзя, и нет указаний — где можно найти такую информацию.
 — Рекомендация алгоритма выбора респиратора, допускающая использование фильтрующих противогазных СИЗОД при концентрации загрязнений до 2000 ПДК (ссылка на 9.2.5.и затем на В.1.4, где указан ГОСТ 12.4.189-99 — проникание до 0,05 % при использовании для защиты от вредных газов, соответствует КЗ ≥ 2000), в сочетании с разрешением использовать эти респираторы при объёмной концентрации загрязнений до 1 %, может привести к использованию фильтрующих респираторов с полнолицевыми масками без принудительной подачи воздуха при очень высокой концентрации. В то же время известно, что при сползании полнолицевой маски во время работы просачивание неотфильтрованного воздуха может достигнуть 9 %. Выполнение этой рекомендации может создать угрозу не только для здоровья, но и для жизни рабочих.
 — Алгоритм выбора респиратора прямо допускает использование изолирующих СИЗОД с подачей воздуха по потребности при неизвестной или мгновенно-опасной концентрации вредных веществ. Это не позволяет обеспечить надёжную защиту рабочих, так как возможно просачивание опасных веществ при вдохе в подмасочное пространство. Более того, при работе в опасной атмосфере и использовании шлангового респиратора, нет требования использовать вспомогательный автономный дыхательный аппарат со сроком службы, достаточным для эвакуации в безопасное место при нарушении подачи воздуха по шлангу — что не соответствует указаниям аналогичного раздела DIN EN, и что создаёт потенциальную угрозу для жизни и здоровья работающих.
Таким образом, более чем за 10 лет, прошедших с момента начала гармонизации стандартов РФ по СИЗОД со стандартами, используемыми в Европейском Союзе, не было разработано ни одного документа, который бы позволял определить — какие СИЗОД способны обеспечить надёжную защиту при известных условиях работы, а какие — не могут, и как организовать их правильное применение. А даже имеющиеся — очень несовершенные документы — не являются обязательными для выполнения. Отсутствие требований законодательства не позволяет разрабатывать полноценные учебные пособия и, соответственно, проводить нормальную подготовку специалистов по охране труда, рабочих и инспекторов Роструда, Роспотребнадзора и профсоюзов (что сильно снижает эффективность их работы). В результате в РФ обучение специалистов по охране труда правильному выбору и организации правильного применения респираторов не проводится.
Всё это, вместе взятое, приводит к случаям использования неподходящих СИЗОД необученными работниками, и повреждению их здоровья. К сожалению, часто сами рабочие не замечают, что используют заведомо ненадёжные СИЗОД. Это происходит потому, что из-за индивидуальных отличий в форме и размерах лиц просачивание неотфильтрованного воздуха под маску разных сотрудников различно, и в сочетании с отличиями в индивидуальной «живучести» в группе рабочих часть людей может быть надёжно защищена, или у них не будет заметного ухудшения здоровья. При использовании одинаковых респираторов это сбивает с толку, и мешает понять, что в целом СИЗОД недостаточно надёжны, и не защищают остальных рабочих (см. Эффект здорового рабочего).

## Регулирование применения респираторов на Украине
До 1991г все проблемы, описанные выше, полностью относились и к Украине. Шахтёры использовали респираторы-полумаски при запылённости воздуха, превышающей ПДК в десятки и сотни раз.
После развала СССР на Украине было принято два официальных документа, обязательных для выполнения работодателем, причём второй документ разрабатывался на основе соответствующего стандарта Европейского Союза.
В первом документе давались указания:
- Не использовать фильтрующие респираторы при недостатке кислорода, при неизвестной концентрации воздушных загрязнений, и в случаях, когда у вредных газов нет запаха или иных «предупреждающих» свойств.
- Использовать для защиты от крупнодисперсного аэрозоля фильтры Р1, а от мелкодисперсного — Р2 и Р3.
- Использовать лабораторные результаты измерения проникания для определения коэффициентов защиты в производственных условиях при выборе респиратора. В соответствии с этим указанием в Таблице 1 приложения 3 было показано, что при использовании высокоэффективных фильтров коэффициент защиты (полумаски) будет до 50, а в примечании к пункту 6.2.2 рекомендовалось использовать патронные респираторы при концентрации пыли до 0.5 грамм/м3.
- В отношении замены противогазных фильтров допускалось использование субъективных ощущений рабочего для обнаружения окончания срока службы фильтра (Если у газов есть «предупреждающие» свойства. Правда, в документе не было перечня таких веществ, и не было ссылок на другие документы с таким перечнем. Это затрудняло правильное выполнение такого указания…).

Выполнение предпоследнего указания может привести к выбору заведомо недостаточно эффективных СИЗОД (как и в РФ), а выполнение последнего — к запоздалой замене противогазных фильтров (из-за пониженной индивидуальной чувствительности рабочего и т. п.). Документ не соответствует современному научному уровню в области респираторной защиты, и не позволяет обеспечить надёжную защиту рабочих.
Во втором документе, сделанном путём точного перевода стандарта Европейского Союза разработчики перевели приложение С, где в оригинальном документе были таблицы с коэффициентами защиты для всех видов респираторов в сочетании со всеми возможными фильтрами (для разных стран Европейского Союза — но не для Украины). К сожалению, разработчики именно перевели документ, не установив соответствующие ограничения для этих же типов респираторов для Украины. Поэтому ДСТУ EN 529 нельзя использовать для того, чтобы определить — какой тип респиратора должен использоваться при известной степени превышения ПДК для обеспечения надёжной защиты рабочих.
Также вместо требования к работодателю в обратиться к изготовителю с запросом — какой срок службы противогазных фильтров в тех условиях, в которых они будут использоваться — в дана рекомендация «выполнять указания изготовителей по замене противогазных фильтров». В сочетании с традицией последних десятилетий это означает, что составления расписания и замены фильтра без использования субъективной реакции рабочего не будет (что противоречит тексту оригинального документа).
ДСТУ не даёт определённых выполнимых указаний в отношении того, когда должны использоваться самые надёжные СИЗОД (при мгновенно-опасной концентрации).
Таким образом, на Украине, как и в РФ, нет законодательных документов, обязательных для выполнения работодателем, устанавливающих научно обоснованные требования к выбору и к организации применения СИЗОД всех конструкций, что может привести к выбору заведомо недостаточно эффективных респираторов, не способных надёжно защитить рабочих даже при правильном и своевременном использовании и исправном состоянии. Стандарт соответствует Европейскому стандарту по названию, но не по содержанию (как и), и его использование не может надёжно защитить рабочих от чрезмерного воздействия воздушных загрязнений.

## Измерение загрязнённости воздуха
При выборе СИЗОД для известных условий применения нужно знать концентрацию воздушных загрязнений. Однако методы её измерения в СССР и в РФ допускали брать пробы воздуха не в зоне дыхания, а в воздухе рабочей зоны (на расстоянии 1.5 м от пола). Это может привести к занижению измеренной концентрации по отношению к реальной, и к выбору заведомо недостаточно эффективных СИЗОД при использовании научно обоснованных методик.

## Нерешённые проблемы
Всё вышеперечисленное показывает, что мнение западных специалистов о низкой надёжности респираторов — «самого последнего средства защиты» — при их использовании в условиях правового вакуума и избытка публикаций, значительно завышающих защитные свойства по сравнению с реально достижимыми — ещё более справедливо. Использование недостаточно эффективных полумасок часто приводит к развитию необратимых и неизлечимых заболеваний (силикоза, пневмокониоза, и др.), которые редко регистрируются (именно как профзаболевания — число врачей-профпатологов в РФ на 1000 работающих в ~17 раз меньше, чем во Франции). Выплаты компенсации пострадавшим (официально — очень немногочисленным) проводит государство, и это делает работодателя очень слабо заинтересованным в увеличении затрат средств и внимания на улучшение защиты рабочих. А вероятность того, что проблемы возникнут у изготовителя или продавца СИЗОД близка к нулю — даже завышая эффективность в сотни раз, они — формально — не нарушили ничего, так как ограничения области применения государством не установлены. Заявления продавцов и изготовителей о том, что их продукция сертифицирована, и потому надёжна — не обоснованы, и стали причиной обращений в Прокуратуру РФ.

| Страна                                                               | Великобритания | США | ФРГ | Япония | Австралия и Новая Зеландия | Украина | РФ |
| Нормативный документ                                                 | BS 4275:1997 | 29 CFR 1910.134 Есть перевод: PDF Wiki | DIN EN 529:2006 | JIS T 8150:2006 | AS/NZS 1715:2009 | ДСТУ EN 529:2006 | ГОСТ Р 12.4.279-2012 |
| Разработчик документа                                                | Институт стандартов BSI | Управление по охране труда OSHA | Комитет Европейского Союза CEN/TC 79 | Japan Standards Association | Объединённый технический комитет SF-010, Occupational Respiratory Protection                                                                           | ГП УкрНДНЦ | Коммерческая организация ОАО «Корпорация Росхимзащита» |
| Обязательность выполнения требований нормативного документа          | Обязателен для выполнения | Обязателен для выполнения, разработана инструкция для инспекторов по охране труда с подробными указаниями — что и как проверять, и как подавать иски в суд при разных нарушениях CPL 02—00-120 Перевод PDF Wiki | Обязателен для выполнения | Действующий | Действующий | (Юридически) действующий; сведений о применении найти не удалось | Добровольное применение |
| Измерение загрязнённости воздуха††                                   | В зоне дыхания | В зоне дыхания | В зоне дыхания | Нет данных | В зоне дыхания | В воздухе рабочей зоны или в зоне дыхания | В воздухе рабочей зоны или в зоне дыхания |
| Концентрация вредных веществ, мгновенно-опасная для жизни и здоровья | Описана, работодатель должен обеспечить рабочего изолирующим респиратором. Если используется шланговый респиратор, то рабочий должен снабжаться вспомогательным СИЗОД для эвакуации при нарушении подачи воздуха по шлангу. | Описана, (установлены конкретные значения для сотен наиболее распространённых вредных веществ). Работодатель должен обеспечить рабочего изолирующим респиратором с постоянным избыточным давлением под маской. Если используется шланговый респиратор, то рабочий должен снабжаться вспомогательным автономным дыхательным аппаратом с постоянным избыточным давлением под полнолицевой маской для эвакуации при нарушении подачи воздуха по шлангу.                                          | Описана, работодатель должен обеспечить рабочего изолирующим респиратором. Если используется шланговый респиратор, то рабочий должен снабжаться вспомогательным СИЗОД для эвакуации при нарушении подачи воздуха по шлангу. | Работодатель обязан обеспечить работника изолирующим респиратором с постоянным избыточным давлением под маской. Если используется шланговый респиратор, то рабочий должен снабжаться вспомогательным автономным дыхательным аппаратом с постоянным избыточным давлением под полнолицевой маской для эвакуации при нарушении подачи воздуха по шлангу. | Автономные дыхательные аппараты, шланговые СИЗОД с вспомогательным дыхательным аппаратом. В отдельных случаях возможно использование фильтрующих СИЗОД | Работодатель обязан обеспечить рабочего изолирующим СИЗОД с постоянным избыточным давлением под полнолицевой маской; при использовании шлангового респиратора должен иметься вспомогательный автономный дыхательный аппарат на случай нарушения подачи воздуха по шлангу | Дано определение, разрешено использовать шланговые респираторы — без вспомогательного автономного дыхательного аппарата для эвакуации на случай нарушения подачи воздуха по шлангу, и разрешено использовать изолирующие СИЗОД без избыточного давления ( в) под маской                                                                                                   |
| Ожидаемые коэффициенты защиты респираторов                           | Ограничения области допустимого применения СИЗОД всех конструкций установлены, для разработки их ожидаемых коэффициентов защиты использовали результаты 31 исследования СИЗОД в производственных условиях (всего получено 1863 коэффициента защиты у СИЗОД 7 типов)                                                                  | Ограничения области допустимого применения СИЗОД всех конструкций установлены, для разработки их ожидаемых коэффициентов защиты (APF) использовали результаты 26 исследований СИЗОД в производственных условиях (более 294 участника, более 926 замеров); или при имитации производственных условий (5 исследований) | Установлены ограничения области допустимого применения СИЗОД всех конструкций, чем обоснованы выбранные значения — не известно | Установлены для всех видов СИЗОД, схожи с разработанными в США | Установлены для всех видов СИЗОД, для полумасок соответствуют ограничениям в США, для полнолицевых масок выше (до 100 ПДКрз)                           | Ограничения области допустимого применения не установлены ни для одного из видов СИЗОД | Рекомендовано использовать результаты лабораторных испытаний при сертификации для ограничения области допустимого применения в производственных условиях, а также рекомендуемые изготовителем (прямо противоречит соответствующему разделу EN 529) |
| Замена противогазных фильтров                                        | Работодатель обязан выяснить условия применения (температуру и влажность воздуха, химический состав и концентрацию загрязнений) и характер работы (расход воздуха), и передать эти сведения изготовителю СИЗОД для получения от него объективной оценки срока службы фильтров. Ответ используется для замены фильтров по расписанию. | Работодатель обязан использовать индикаторы окончания срока службы (выпускаются, но не для всех газов), или менять по расписанию. Для составления расписания он должен сообщит изготовителю условия и характер работы, и получить от него сведения о сроке службы в конкретных условиях. Разрешается использовать оригинальное программное обеспечение изготовителя, или универсальную программу NIOSH для вычисления срока службы при защите от сочетания нескольких газов в разных условиях | Работодатель обязан выяснить условия применения (температуру и влажность воздуха, химический состав и концентрацию загрязнений) и характер работы (расход воздуха), и передать эти сведения изготовителю СИЗОД для получения от него объективной оценки срока службы фильтров. Ответ используется для замены фильтров по расписанию. Использование субъективной реакции органов чувств не допускается | Фильтры должны заменяться на основании информации, предоставляемой изготовителем; субъективная реакция органов чувств на попадание загрязнённого воздуха в маску рассмотрена лишь как один из возможных признаков поломки СИЗОД, требующий немедленной эвакуации в безопасное место                                                                   | Использование субъективной реакции органов чувств не допускается; работодатель обязан менять их по расписанию                                          | Рекомендуется использовать указания изготовителей (общего характера) | Рекомендуется использовать индикаторы окончания срока службы (в РФ не изготавливаются); измерять вес фильтра (только для фильтров, используемых для защиты от угарного газа СО); менять при отработке определённого количества часов (только для фильтров, используемых для защиты от паров ртути Hg); и менять при появлении запаха под маской (не соответствует EN 529) |
| Обучение                                                             | Указаны конкретные требования — что должны знать и уметь рабочие. Работодатель отвечает за их обучение. Есть бесплатно-доступное учебное пособие | Указаны конкретные требования — что должны знать и уметь рабочие. Есть бесплатно-доступные учебные пособия | Установлены требования к работодателю по обучению рабочих. Есть бесплатно-доступное учебное пособие | Указаны конкретные требования — что должны знать и уметь рабочие. Работодатель обязан их обучить | Есть подробные и конкретные требования к Программе обучения работников                                                                                 | Работодатель обязан проводить обучение, учебных пособий (соответствующих требованию законодательства) нет | Установлены требования; учебных пособий, соответствующих требованиям законодательства, нет |

† — Жирным шрифтом выделены те положения ГОСТ Р 12.4.279-2012 (разработанного, как декларируется, на основе EN 529), которые прямо противоречат соответствующим требованиям EN 529, или не соответствуют им — так, что это может создать повышенный риск для жизни и здоровья рабочих.
†† — Во всех упомянутых документах нет требований к способу измерения концентрации вредных веществ в воздухе. Но так как неправильное определение концентрации вредных веществ может привести к ошибкам при выборе адекватного СИЗОД, эта строка включена в таблицу для справки, поскольку концентрация загрязнений в воздухе рабочей зоны может быть в десятки раз ниже, чем в зоне дыхания.

Указанные недостатки (выбор заведомо недостаточно эффективных СИЗОД — по конструкции, и неправильная организация их использования) усугубляются низким качеством конкретных изделий:
Не секрет, что проблемы с качеством СИЗ существуют. К сожалению, ситуация в данной сфере такова, что достаточно выпустить 5-7 доброкачественных изделий, провести испытания и получить сертификат, а потом можно выпускать изделия более низкого качества. Особенно эта проблема актуальна для лёгких респираторов и некоторых других технически несложных СИЗ.
- Существуют альтернативные точки зрения на законодательное регулирование выбора и организации применения СИЗОД в РФ.

Для правильного выбора СИЗОД по назначению созданы необходимые условия.
В той же статье авторы (эксперт и сотрудник администрации АСИЗ) предложили свой вариант правильного выбора противоаэрозольных СИЗОД — фильтрующие полумаски FFP3 — до 50 ПДКрз, эластомерные полумаски с фильтрами Р3 — до 100 ПДКрз, и полнолицевые маски с фильтрами Р3 — до 1000 ПДКрз.
В РФ существует хорошо проработанная законодательная нормативная база в отношении СИЗ…
Автор статьи — компетентный специалист с большим опытом работы в этой области. В 2001-2002г он работал и в руководстве Ассоциации СИЗ, и одновременно руководил Департаментом условий и охраны труда в Минтруда РФ.
Минтруда РФ поддержало создание Ассоциации СИЗ и предложило включить в состав Совета АСИЗ руководителя Департамента условий и охраны труда Минтруда России Сорокина Ю. Г.
Следует отметить, что Минтруд РФ возложил на Ассоциацию СИЗ почётную обязанность по мониторингу ситуации в сфере обеспечения работников СИЗ.
Но между советским и российским подходами к обеспечении рабочих СИЗОД и научно-обоснованными западными требованиями имеются существенные отличия (см. таблицу выше), и представители известного производителя СИЗОД высказали свою точку зрения:
Действующие в РФ государственные межотраслевые и отраслевые правила обеспечения работников специальной одеждой, специальной обувью и другими СИЗ основаны на принципе нормирования. Они определяют, какие именно СИЗ и в каком количестве требуется выдавать работнику в соответствии с его профессией. Однако в типовых нормах бесплатной выдачи сертифицированных СИЗ не учитываются защитные свойства конкретных изделий и особенности трудового процесса. В итоге на практике нередко возникают ситуации, когда выданные работнику СИЗ формально соответствуют типовым нормам, но не защищают от фактически имеющихся производственных факторов.
Также авторы (3М) рекомендовали использовать фильтрующие полумаски с добавлением небольшого количества сорбента в условиях превышения концентрации вредных газообразных веществ до 10 ПДКрз и более (не имеет аналогов в промышленно-развитых странах из-за незначительной массы сорбента и увлажнения сорбента выдыхаемым воздухом).
Советник департамента социального развития Аппарата Правительства РФ ещё в 2003 г. высказал практически противоположную точку зрения, полностью согласующуюся с требованиями законодательства западных стран, заявив что согласно Конвенции 148 Международной организации труда, подписанной РФ ещё в 2001 г, и другим документам, приоритет должен отдаваться использованию средств коллективной защиты, а не индивидуальной.
Однако 
Использование СИЗ — наименее финансоёмкий и наиболее оперативный способ обеспечения безопасности труда и сохранения здоровья работников.
По данным доклада на конгрессе «Профессия и здоровье» профессора, кандидата технических наук, директора АСИЗ Сорокина ЮГ из 6.36 млрд руб, израсходованных на профилактику развития профзаболеваний рабочих, на закупку СИЗ и (смывающе-обезвреживающих средств) было потрачено 2.4 млрд (38 %), а на уменьшение запылённости, загазованности, уменьшение уровней шума и вибрации — 0.074 млрд руб (1.16 %), то есть в 32 раза меньше.
… предприятия в первую очередь предпочитают использовать средства ФСС для приобретения качественных СИЗ. Думается, что с учётом упомянутых выше нововведений, предусмотренных Законом № 426-ФЗ, эта тенденция сохранится и в дальнейшем